# Manifesto de Prago
A Manifesto de Prago (=Prágai Kiáltvány) Az 1996-os prágai Eszperantó Világkongresszuson elhangzott nyilatkozat. Fő szerzője Mark Fettes volt.
Maga a kiáltvány szerint ez "az eszperantó fejlődéséért folytatott globális mozgalom tagjainak" nyilatkozata, és "minden kormánynak, nemzetközi szervezetnek és jóakaratú embernek" szól. Megerősíti az eszperantó mozgalom hagyományos céljait, és hét alapelvben részletezi az eszperantóval kapcsolatos álláspontokat.

## Áttekintés
A kiáltvány rámutat arra, hogy az eszperantó "több mint egy évszázada azon dolgozik, hogy összekapcsolja az embereket a nyelvi és kulturális korlátokon". Megállapítja, hogy időközben „előadóinak célkitűzései nem veszítettek fontosságukból és relevanciájukból”. Feltehetően ezekkel a célokkal a Kiáltvány az eszperantó általános bevezetésére utal, fogalmazott például a legutóbbi, ezzel kapcsolatos korábbi nyilatkozatban, amelyet az UEA 1951-ben a Müncheni Nyilatkozat révén tett: „Az Eszperantó Mozgalom célja a nemzetközi eszperantó nyelv teljes körű alkalmazása a nemzetközi élet minden területén és minden nemzetközi kapcsolat tekintetében.".
A prágai kifejezéssel a Kiáltvány egyúttal szembehelyezkedik a Raúmo kiáltványával, amelynek aláírói „úgy vélik, hogy az eszperantó hivatalossá tétele a 80-as években nem valószínű, és nem is elengedhetetlen – alternatív célokat kell találni”; hasonlóképpen a 80-as évek Eszperantó szövege is kijelenti: "Az eszperantó számos elsődleges célja, amelyeket sok rajongó még mindig hűségesen követ, nem megvalósítható, és már nem alkalmas a kortárs életre és fejlődésre."

### A hét alapelv
A Kiáltvány hét alapelvet mutat be, amelyeket „az igazságos és hatékony nyelvi rendhez elengedhetetlennek tart”. A Kiáltvány így fejezi ki, hogy a jelenlegitől eltérő nyelvi rendet céloz meg, mégpedig az eszperantó általános bevezetését, amelyet hagyományosan végső győzelemnek neveznek.
1. A Demokrácia paragrafusban a Kiáltvány „nem demokratikusnak” bírálja a jelenlegi kommunikációs rendszert, amely "bizonyos embereket egész életükben kiváltságban részesít". A Kiáltvány szerint az eszperantó "rendkívül felülmúl minden riválist az egyenlő globális kommunikáció területén".

A következő bekezdésekben a Kiáltvány részletezi az eszperantó további előnyeit és az eszperantó közösség egy részének pozícióit:
1. Az eszperantó sok országgal oktatáshoz járul hozzá, nem csak – az angol nyelv tanulása esetén – különösen az Egyesült Államokról és Nagy-Britanniáról van szó (Transnacionális oktatás).
2. Az eszperantó könnyebben megtanulható, mint más nyelvek, és jó felkészülést jelent további nyelvek tanulására (pedagógiai hatékonyság).
3. Az eszperantó tanulása általában "tágabb látásmódhoz" és gyakran további nyelvek tanulásához vezet (többnyelvűség).
4. Az eszperantó közösségben a különböző nyelvek tagjai "semleges talajon találkoznak", és nincs "nyelvelnyomás" (nyelvi jogok).
5. A Kiáltvány aláírói számára „a nyelvi sokszínűség és gazdagság állandó és nélkülözhetetlen forrása” (nyelvi különbözőség).
6. Ezenkívül azt állítják, hogy az eszperantó az „emancipáció egyik projektje”, míg a „nemzeti nyelvek kizárólagos használata elkerülhetetlenül gátat szab a véleménynyilvánítás, a kommunikáció és az egyesülés szabadságának” (emancipáció).

### A kiáltvány elfogadása
Néhányan azt mondják, hogy a kiáltványt csak a prágai kongresszusi képviselők fogadták el. Az UEA Bizottsága 1996. július 20.-án Prágában elfogadta a nyilatkozatot. Valamennyi kongresszusi résztvevő is aláírta. a 2972 kongresszusi résztvevőkből azonban csak 550-en tették ezt a kongresszus alatt. Az az állítás, hogy „a kongresszusi képviselők” vagy „az Eszperantó Világszövetség” elfogadták, ezért téves vagy legalábbis zavaró, még ha feltételezhető is, hogy a kongresszusi képviselők többsége egyetértett a tartalmával.

## Kritika
A Prágai Kiáltvány kritikája megtalálható Ziko Marcus Sikosek: Esperanto sen Mitos című könyvének „Manifestos sen mitos” fejezetében; így kezdi ítéletét: 

„Ez a dokumentum, amelyet az 1996-os prágai Eszperantó Világkongresszus során indítottak útjára, erős ok arra, hogy elkeseredjek az úgynevezett eszperantó mozgalommal szemben.”

## Fordítás
- Ez a szócikk részben vagy egészben  a   Manifesto de Prago című eszperantó Wikipédia-szócikk ezen változatának fordításán alapul.  Az eredeti cikk szerkesztőit annak laptörténete sorolja fel. Ez a jelzés csupán a megfogalmazás eredetét és a szerzői jogokat jelzi, nem szolgál a cikkben szereplő információk forrásmegjelöléseként.